# Natalie Rooney
Natalie Ellen Rooney (* 1. Juni 1988 in Timaru) ist eine neuseeländische Sportschützin. Sie tritt in der Disziplin Trap an.

## Erfolge
Natalie Rooney belegte bei den Olympischen Spielen 2016 in Rio de Janeiro mit 68 Treffern den vierten Platz der Qualifikation und sicherte sich so den Einzug in die Halbfinalrunde. Mit 13 Treffern musste sie ins Stechen, das sie gegen Corey Cogdell gewann. Im Duell um die Goldmedaille unterlag sie anschließend mit 11 Treffern Catherine Skinner, der 12 Treffer gelangen, und erhielt schließlich die Silbermedaille. Bei den Commonwealth Games 2010 in Neu-Delhi und 2014 in Glasgow verpasste sie als Vierte bzw. Fünfte einen Medaillengewinn. 2017 war sie auf dem ersten Platz der Weltrangliste notiert.